# Metaszomatózis

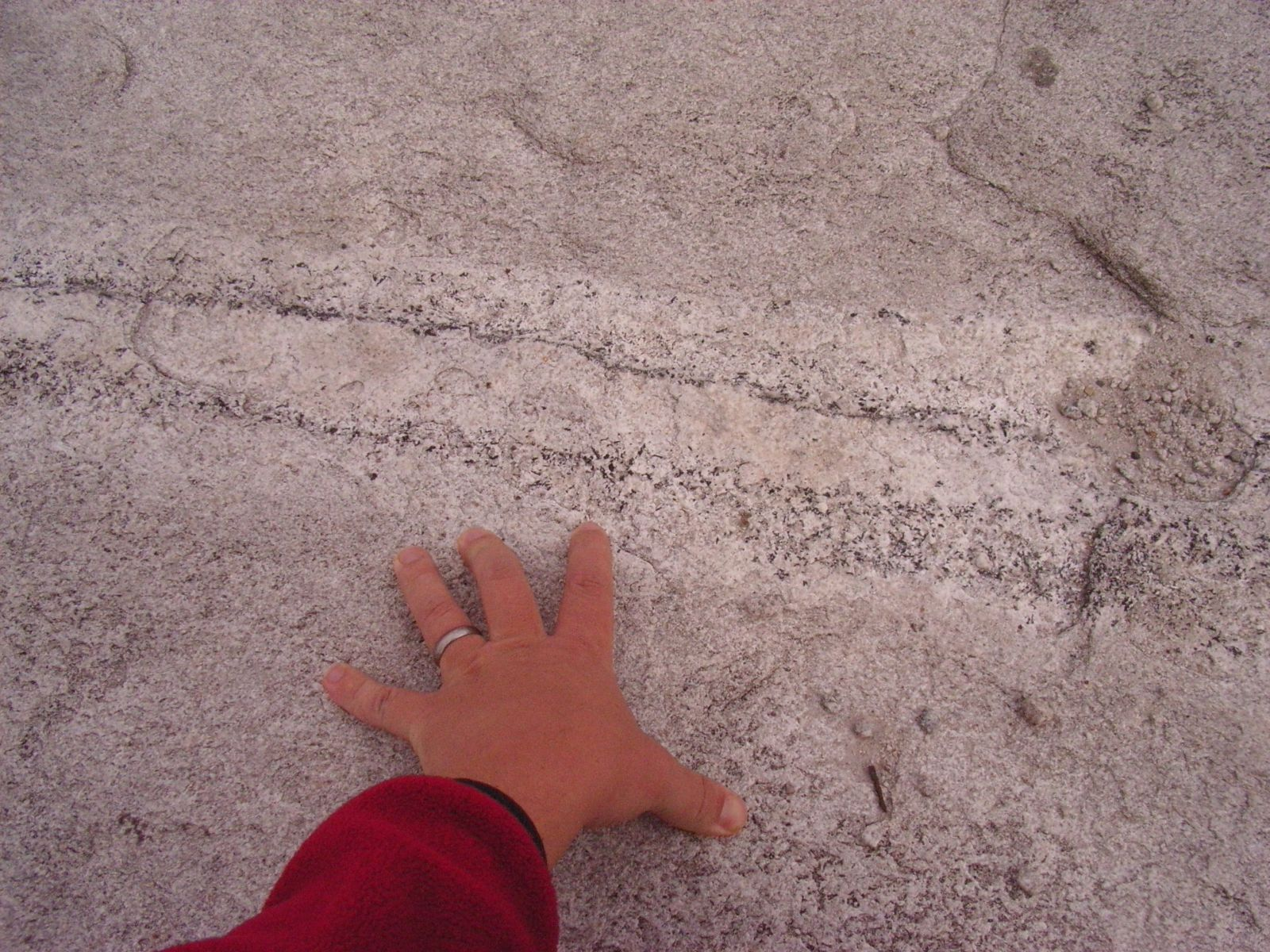
A metaszomatózis hatása egy gránitrögben

A metaszomatózis az a folyamat, amelynek során egy kőzet, vagy a kőzet egy részének a kémiai összetétele bizonyos fokig átalakul, valamint amely folyamat során anyag-hozzáadódás vagy -eltávozás történik. Mivel az illók közül a H2O és a CO2 eltávozása vagy hozzáadódása a progresszív vagy retrográd metamorfózist kísérő közönséges folyamat, ezért ezeknek a komponenseknek a mozgása a metaszomatózis definíciójából ki van zárva, szintúgy mint a migmatitosodás és anatektikus olvadás következtében fellépő anyagáramlás is. A metaszomatózis hatására a kőzetek vegyi átalakuláson mennek keresztül, a mészkő például egyszerű metamorfózis hatására márvánnyá alakul, míg a metaszomatózissal magnezit lesz belőle.
A metaszomatózis általában a hidrotermális szakaszhoz kapcsolódik, vagyis a szubvulkáni magmás fázisban a magma kihűlésének folyamatában. Ekkor a meleg vizes oldatokban lévő kationok és a kőzetben lévő kationok cseréjével változik az ásványok – és velük együtt az ásványok által felépített kőzet – vegyi összetétele. Összetett ionok is cserélődhetnek, mint az oxóniumion (H3O+). A cserélődésben részt vevő ionok alapján a metaszomatózisnak többféle speciális elnevezése lehet, így például a kálium ion cseréje a káliszomatózis. Jellegzetes Mg-metaszomatózis a muszkovit leuchtenbergitté alakulása, amelynek során a magnézium váltja fel a vasat az ásványban. Ekkor az ásványanyag összetétel változása miatt a muszkovitpala átalakul leukofillitté.
Meleg oldatok a szubvulkáni szakasz mellett a kontakt metamorf zónában is megjelennek, mivel a magma intrúziója a leszálló vizeket, a rétegvizeket és a kőzetek eredeti víztartalmát is felmelegíti. A meleg oldatok vándorlása a kőzet szövetétől is függ, ezért a porózus szerkezetű kőzetek inkább átesnek metaszomatózison, mint a vízzáróak.
Gyakori az anionok cserélődése is, ekkor általában hidroxil gyök (OH-) távozik. A metaszomatózis során a mobilis alkotórészek távoznak az anyagból és ha stabil ásvány képződéséhez szükséges másféle alkotórészek pótlódnak, akár teljes anyagkicserélődés is bekövetkezhet. A folyamat általános jellemzője, hogy a távozó és beépülő anyag mennyisége azonos.